# 秋田ノーザンブレッツラグビーフットボールクラブ
秋田ノーザンブレッツラグビーフットボールクラブ（あきたノーザンブレッツラグビーフットボールクラブ、英: Akita Northern Bullets Rugby Football Club）は、秋田県秋田市を本拠地とするラグビーユニオンチーム。2020年は地域リーグのトップイーストリーグAグループに所属。リーグワン参入を目指すチームの一つである。

## 概要
1958年、秋田市役所ラグビー部として創部。2007年の秋田国体開催を控え、県内の競技環境を充実させるために、2004年にクラブチーム化されて秋田ノーザンブレッツとなる。チーム愛称であるノーザンブレッツは「北の弾丸」の意味。
秋田市役所時代に、全国社会人大会に8回出場した。最高成績はベスト8（1977、1979、1982、1987年度）。
1988年に発足した東日本社会人リーグには、初年度の1988年度から1993年度まで6シーズン在籍。1993年度のシーズンを最下位（8位）で終えると、東北社会人リーグに降格した。
2003年にトップリーグが開幕すると、2部リーグ相当のトップノースに所属。その後、2006年にトップイーストリーグに転籍した。
2007年、地元開催となった秋田わか杉国体におけるラグビー競技で優勝を遂げた。

2023年、JAPAN RUGBY LEAGUE ONE3部（DIVISION3）がのチーム数が奇数となっているため、日立Sun Nexus茨城、セコムラガッツ、ヤクルトレビンズ、ルリーロ福岡と共に2024-25シーズンからのリーグワンへの新規参入を申請。参入審査基準を満たし参入対象チームとなったが、
2024年1月31日に発表された2024-25シーズンより新規参入するチームには選ばれなかった。
同じく東北地方を拠点とする釜石シーウェイブスとの対戦は東北ダービーと呼ばれている。

## 歴史
秋田市役所時代
- 1958年 - 秋田市役所ラグビー部が創部
- 1977年 - 全国社会人大会に初出場
- 1988年 - 東日本社会人リーグに参加
- 1993年 - 東日本社会人リーグを最下位で終え、東北社会人リーグに降格
- 2003年 - トップリーグ創設に伴い、東北社会人リーグがトップノースに移行

秋田ノーザンブレッツ時代
- 2004年 - クラブチーム化され秋田ノーザンブレッツとなる。
- 2006年 - トップイーストリーグに転籍。同時に、下部組織の「秋田ノーザンブレッツジュニア」がトップノースに加入[注 3]
- 2007年 - 秋田国体で優勝[注 1]
- 2023年 - ジャパンラグビーリーグワンへの参入申請を行うが、落選[3]。

## タイトル
全国大会
- 国体　優勝：1回[注 1]（2007・秋田国体）

最上位リーグ
なし
下位リーグ
- 東北社会人リーグ／トップノース　優勝：3回[注 4][注 5]（1999, 2004, 2005）
- トップイーストリーグBグループ　優勝：1回（2021）

## 成績

### 全国社会人大会戦績
| 回 | 年度 | 地区   | 成績      | 試 | 勝 | 分 | 敗 | 得 | 失 | 差  | 備考                       |
| -- | ---- | ------ | --------- | -- | -- | -- | -- | -- | -- | --- | -------------------------- |
| 30 | 1977 | 東北   | ベスト8   | 2  | 1  | 0  | 1  | 54 | 59 | -5  | 秋田市役所のチーム名で出場 |
| 32 | 1979 | 東北   | ベスト8   | 2  | 1  | 0  | 1  | 56 | 32 | 24  |                            |
| 33 | 1980 | 東北   | 1回戦敗退 | 1  | 0  | 0  | 1  | 3  | 15 | -12 |                            |
| 35 | 1982 | 東北   | ベスト8   | 2  | 1  | 0  | 1  | 31 | 56 | -25 |                            |
| 36 | 1983 | 東北   | 1回戦敗退 | 1  | 0  | 0  | 1  | 11 | 17 | -6  |                            |
| 38 | 1985 | 東北   | 1回戦敗退 | 1  | 0  | 0  | 1  | 3  | 25 | -22 |                            |
| 40 | 1987 | 東北   | ベスト8   | 2  | 1  | 0  | 1  | 21 | 46 | -25 |                            |
| 41 | 1988 | 東日本 | 1回戦敗退 | 1  | 0  | 0  | 1  | 7  | 27 | -20 |                            |

### リーグ戦戦績
秋田市役所時代
- 2001年 東北社会人リーグ 2位（5勝1敗）
- 2002年 東北社会人リーグ 2位（5勝2敗）、トップノースへ移行
- 2003-2004 トップノース 2位（5勝1敗）

秋田ノーザンブレッツ時代
- 2004-2005 トップノース 優勝（5勝1敗）
- 2005-2006 トップノース 優勝（5勝）、来シーズンよりトップイースト10へ転籍
- 2006-2007 トップイースト11[注 6] 10位（1勝9敗）、順位決定戦：1位、トップイースト11残留
- 2007-2008 トップイースト11 8位（3勝7敗）
- 2008-2009 トップイースト11 11位（10敗）、順位決定戦：2位、トップイースト11残留
- 2009-2010 トップイーストリーグ 12位（2勝9敗）、順位決定戦：2位、トップイーストリーグ残留
- 2010-2011 トップイーストリーグ 9位（3勝8敗）
- 2011-2012 トップイーストリーグDiv.1 7位（3勝6敗）
- 2012-2013 トップイーストリーグDiv.1 8位（3勝6敗）
- 2013-2014 トップイーストリーグDiv.1 8位（2勝7敗）
- 2014-2015 トップイーストリーグDiv.1 9位（1勝8敗）、順位決定戦：2位、トップイーストリーグ残留
- 2015-2016 トップイーストリーグDiv.1 7位（2勝7敗）
- 2016-2017 トップイーストリーグDiv.1 7位（3勝6敗）
- 2017-2018 トップイーストリーグDiv.1 6位（4勝5敗）
- 2018-2019 トップイーストリーグDiv.1 6位（4勝5敗）
- 2019-2020 トップイーストリーグDiv.1 7位（3勝6敗）、リーグ再編に伴いトップイーストリーグBグループへ参入[注 7]
- 2020-2021 リーグ戦中止
- 2021-2022 トップイーストリーグBグループ 1位（7勝1敗）、入替戦：勝利、トップイーストリーグAリーグ昇格
- 2022-2023 トップイーストリーグAグループ 5位（8敗）、入替戦：勝利、トップイーストリーグAグループ残留
- 2023-2024 トップイーストリーグAグループ 5位（1勝6敗1分）、入替戦：勝利、トップイーストリーグAグループ残留
- 2024-2025 トップイーストリーグAグループ 5位（1勝7敗）、入替戦：敗戦、トップイーストリーグBグループ降格

## 2020年度スコッド
2020年度のスコッドは次の通り。太字は今年度からの新加入選手。
- 主将　今井将大

| ポジション | 選手名                 | 出身校                           | 代表 キャップ |
| ---------- | ---------------------- | -------------------------------- | ------------- |
| PR         | 鎌田隼綺               | 法政大                           |               |
| PR         | 高野憲太               | 日本体育大                       |               |
| PR         | 蒲生拓也               | 白鷗大                           |               |
| PR         | 小笠原優               | 早稲田大                         |               |
| PR         | 落合蓮                 | 秋田工業高                       |               |
| PR         | 柴田知宏               | 京都産業大                       |               |
| PR         | 夏井隆一               | 國學院大                         |               |
| PR         | 安田朝希               | 山梨学院大                       |               |
| HO         | 崩友太                 | 八戸西高                         |               |
| HO         | 今井将大               | 関東学院大                       |               |
| HO         | 中川大毅               | 朝日大                           |               |
| HO         | 佐藤快                 | 流通経済大                       |               |
| HO         | 谷虎太郎               | 流通経済大                       |               |
| HO         | 高原政弥               | 金光藤蔭高                       |               |
| LO         | 小山樹基               | 立正大                           |               |
| LO         | 水尻棟之               | 八戸学院大                       |               |
| LO         | 小笠原晶               | 日本体育大                       |               |
| LO         | 南都幹央               | 秋田中央高                       |               |
| LO         | コナー・ウィホンギ     | 山梨学院大                       |               |
| FL         | 高橋大祐               | 立正大                           |               |
| FL         | 今井隆太               | 関東学院大                       |               |
| FL         | 伊藤大剛               | 秋田工業高                       |               |
| FL         | 松本一宏               | 大阪工業大                       |               |
| FL         | 辻駿哉                 | 流通経済大                       |               |
| No.8       | ジェイコブ・マッケラー | ギルフォード・グラマー・スクール |               |
| No.8       | 安田恭平               | 男鹿工業高                       |               |

| ポジション | 選手名             | 出身校                 | 代表 キャップ |
| ---------- | ------------------ | ---------------------- | ------------- |
| SH         | 鈴木央             | 国際武道大             |               |
| SH         | イ・インジェ       | 関東学院大             |               |
| SH         | 徳原奨             | 立正大                 |               |
| SO         | 橋本憲             | 明治学院大             |               |
| SO         | 大塚隆史           | 拓殖大                 |               |
| WTB        | 南波輝             | 日本大                 |               |
| WTB        | 伊藤恭平           | 東海大                 |               |
| WTB        | 中村佳剛           | 男鹿工業高             |               |
| WTB        | 松尾到             | クイーンズランド工科大 |               |
| WTB        | 土橋永卓           | 大東文化大             |               |
| WTB        | 渡邉将太朗         | 白鷗大                 |               |
| WTB        | 夏井勇大           | 専修大                 |               |
| WTB        | 榎田剛志           | 国際教養大             |               |
| CTB        | 田中亮佑           | 大阪産業大             |               |
| CTB        | 齋藤健也           | 帝塚山大               |               |
| CTB        | 山下慶輔           | 天理大                 |               |
| CTB        | モセイトゥバ・志雄 | 立命館アジア太平洋大   |               |
| CTB        | 岡田将喜           | 関東学院大             |               |
| CTB        | 小森公揮           | 花園大                 |               |
| CTB        | 佐藤大幹           | 流通経済大             |               |
| FB         | 齊藤郁哉           | 東海大                 |               |
| FB         | 中村侑真           | 流通経済大             |               |
| FB         | 船木大夢           | 東京農業大             |               |

## 過去の所属選手
秋田市役所時代
- 新出康史（秋田市産業振興部部長、元秋田市役所監督、秋田ノーザンブレッツ監督、現ゼネラルマネージャー）
- 小林清（元日本代表）
- 瀬下和夫（元日本代表）
- 高橋寛彰（元日本代表）
- 戸嶋秀夫（元日本代表）
- 目黒大助（元関東代表、元秋田ノーザンブレッツ監督）

秋田ノーザンブレッツ時代
- アラスカ・タウファ（トンガ代表）
- セタレキ・タワケ（フィジー代表）
- 照井貴大
- 成田秀悦（7人制日本代表）
- クリントン・ノックス
- トゥクフカ・トネ
- ジョシュア・ケレビ
- コナー・ウィホンギ
- 中川大毅
- 齊藤拓也（7人制日本代表）

## マスコットキャラクター
- ANB（あんべぇ） - モチーフは秋田犬。秋田ノーザンブレッツの頭文字「ANB」をあんべぇと表音化し、 「応援にあんべぇ（行こう）」「チームのあんべぇ（調子がいい）」という意味も含む。公募により決定し、2019年9月2日発表[5][6]。